# Melanesia pacifica
Melanesia pacifica är en insektsart som beskrevs av George Willis Kirkaldy 1907. Melanesia pacifica ingår i släktet Melanesia och familjen sporrstritar. Utöver nominatformen finns också underarten M. p. strigata.